# Holoblepharum tahitense
Holoblepharum tahitense là một loài Rêu trong họ Hookeriaceae. Loài này được (Sull.) Sull. mô tả khoa học đầu tiên năm 1859.